# موش‌صاریغ مکزیکی
موش‌صاریغ مکزیکی (نام علمی: Marmosa mexicana) نام یک گونه از سرده موش‌صاریغ‌ها است.